# نصرند (كتشو)
نصرند (بالفارسية: نصرند) هي قرية تقع في إيران في قسم کتشو الريفي.